# Rhagonycha tibetana
Rhagonycha tibetana là một loài bọ cánh cứng trong họ Cantharidae. Loài này được Svihla miêu tả khoa học năm 2002.